# Modellen (film fra 1923)
Modellen er en amerikansk stumfilm fra 1923 af George Archainbaud.

## Medvirkende
- Corinne Griffith som Valerie West
- Conway Tearle som Louis Neville
- Elliott Dexter som Jose Querida
- Hobart Bosworth som Henry Neville
- Lillian Lawrence som Martha Neville
- Bryant Washburn som John Buleson
- Doris May som Stephanie